# Еліс Пост
Еліс Пост (англ. Alise Post, нар. 17 січня 1991, Сент-Клауд, Міннесота, США) — американська
велогонщиця, срібна призерка Олімпійських ігор 2016 року у виді BMX Рейсинг (англ. BMX Racing), чемпіонка світу. 

## Виступи на Олімпіадах
| Олімпіада           | Дисципліна | Місце |
| ------------------- | ---------- | ----- |
| Лондон 2012         | BMX        | 12    |
| Ріо-де-Жанейро 2016 | BMX        | 2     |